# 西蒙·卡尔卡尼奥
西蒙·卡尔卡尼奥（英語：Simon Carcagno，1976年3月22日—），美国男子赛艇运动员。他曾代表美国参加2007年泛美运动会赛艇比赛，获得男子轻量级四人单桨无舵手银牌。